# 乐事

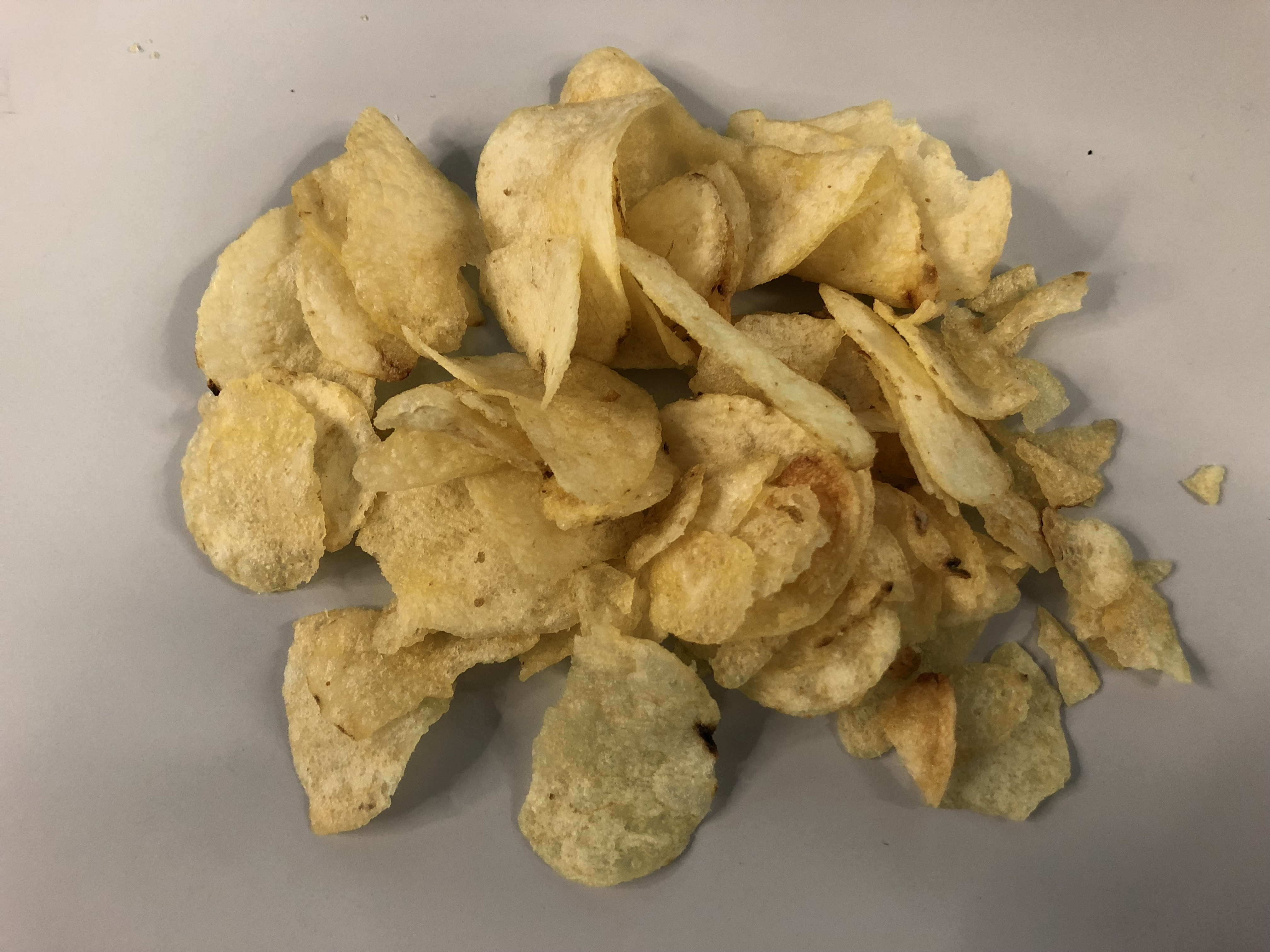
鹽醋口味的樂事洋芋片實物。

乐事（Lay's，台灣、越南初使用波卡（POCA）品牌、於英国與爱尔兰称为Walkers、埃及称为Chipsy、以色列称为Tapuchips、墨西哥称为Sabritas），是一种洋芋片系列的商品名，也是一个创立于1938年的洋芋片的品牌。自1965年起乐事薯片作为百事公司所拥有的菲多利的子品牌销售。其他菲多利旗下的商品包含多力多滋、波乐、奇多等。
现有三种商品：直接切片的「乐事」（Lay's），波浪切片的「波乐」（Ruffles）与先磨成粉再制成片的「乐无限」/「樂連連」（Stax）。

## 歷史
1932年，推销員赫尔曼·莱在俄亥俄州多塞特郡开了一家快餐食品店。1938年，他购买了乔治亚州亚特兰大的薯片制造商「巴雷特食品公司」（Barrett Food Company）并重新命名为「H.W. Lay Lingo & Company」。莱贯穿美国南部地区其间，用他的汽车后备箱销售产品。在1942年，莱引入了第一台连续马铃薯处理机，从而在该产品领域第一个实现大规模生产。
1944年公司简化了公司名称为「the Lay's Lay Lingo Company」，并成为第一个购买电视广告的休闲食品生产企业，以伯特·拉尔作为名人代言人。他标志性的标语 "so crisp you can hear the freshness"伴随着"deLay-sioux!"成为了薯片的第一条标语。由于在20世纪50年代商业广告播出的流行，乐事进行了全国性的市场推广，并于不久后为整个美国提供产品。
1961年，埃尔·默杜林成立Frito公司，并与乐事合并为Frito-Lay公司，成为每年总销售额超过$127万美元、最大的休闲食品制造巨头。此后不久，乐事推出了其最有名的口号“betcha can't eat just one”。在一些名人广告与营销策略的作用下，薯片的销售开始走向国际化。
1965年，Frito-Lay公司并入百事可乐公司形成百事公司，与此同时乐事推出了烧烤口味的薯片。1991年推出了更脆更能长期储存的新型薯片。此后不久，公司推出了“波浪形切片”的薯片。在中期到90年代末，乐事公司修改其烧烤味薯片配方的并称它为“K.C.的杰作”,以一个受欢迎的调味汁命名，并引入的一个低热量的烘烤版和一个完全不含脂肪的品种（乐事的WOW薯片含有脂肪替代品蔗糖聚酯）。
21世纪初，作为乐事Stax的初期尝试推出了kettle cooked 品牌，其目的是要与品客薯片竞争，并且公司开始引进各种各样更多的风味变化。
Frito-Lay公司的产品目前控制了59％的美国咸味小吃食品市场。

## 波樂（Ruffles）
波樂（Ruffles）是菲多利旗下皺切馬鈴薯片的產品。Frito公司於1958年收購了波樂品牌馬鈴薯片的專利。

## 樂無限/樂連連（Lay's Stax）
樂無限/樂連連（Lay's Stax）是菲多利旗下馬鈴薯片的產品。於2003年推出，是家樂氏品客（Pringles）的競爭商品。
樂無限的厚度與重量都大於品客。樂無限的形狀為簡單的曲線，但品客為雙曲面馬鞍形。樂無限不含有麩質，但品客含有小麥淀粉。樂無限以塑膠材料包裝，但品客以紙板與金屬直立罐裝包裝。品客的風味較多，相形之下，樂無限僅有車打（cheddar）、鹽與醋（salt and vinegar）、原味（original）、酸乳酪洋葱（sour cream and onion）與牧豆（mesquite）口味。